# Obloučkový styl

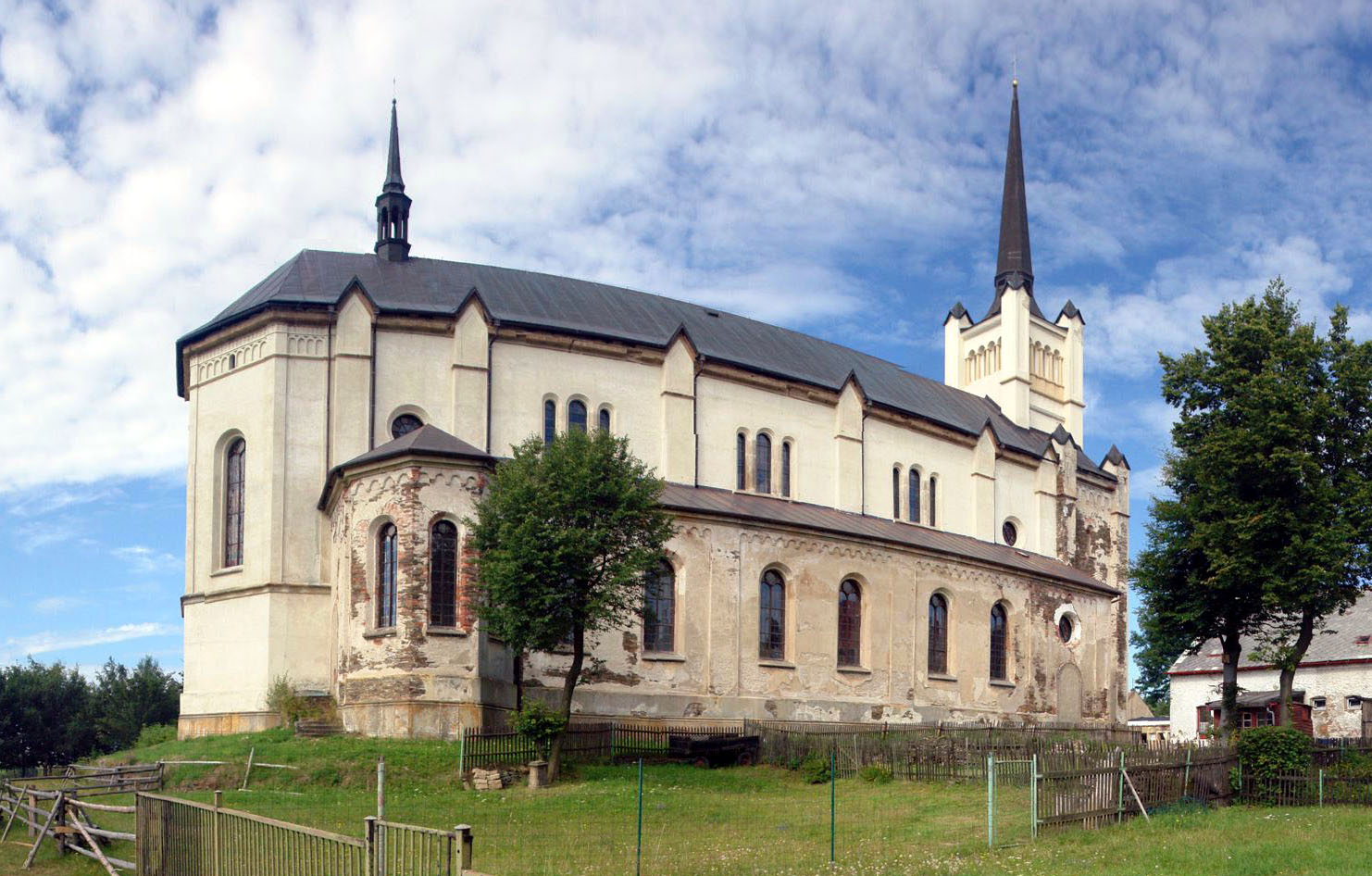
Kostel sv. Václava ve Výsluní v Ústeckém kraji, postavený mezi roky 1851 až 1857, je příkladem obloučkového stylu

Obloučkový styl (německy: rundbogenstil) je verze novorománského slohu, jež byla populární v německy mluvících zemích v 19. století. Kromě novorománského slohu obsahuje také některé prvky z byzantské, románské či renesanční architektury. Vznikl ze snahy německých architektů v čele s Heinrichem Hübschem, kteří hledali vlastní národní styl.